# Dean Beuker
Dean Beuker (* 5. Januar 1981 in Watson, Saskatchewan) ist ein kanadischer Eishockeyspieler, der zuletzt für die Schwenninger Wild Wings aus der 2. Bundesliga spielte. 

## Karriere
Beuker begann seine Karriere im Jahr 1997 in der kanadischen Juniorenliga Western Hockey League bei den Tri -City Americans. Dort absolvierte er zunächst nur eine Partie und schloss sich zur Saison 1998/99 dem Ligakonkurrenten Portland Winter Hawks an. Bei den Winter Hawks entwickelte sich der Rechtsschütze zu einem der besten Scorern seines Teams. In 228 Einsätzen konnte er 133 Mal punkten. In der Spielzeit 2000/01 erreichte er mit Portland das Finale um die Meisterschaft der WHL, welches allerdings verloren ging.
Nach einem kurzen Intermezzo bei den Regina Pats zum Ende der Spielzeit 2001/02, entschied er sich im Sommer 2002 für ein Studium an der University of Saskatchewan. Dort war er für das Eishockeyteam aktiv, mit dem der Offensivspieler in der kanadischen Collegeliga Canadian Interuniversity Sport um den University Cup spielte. Beuker beendete sein Studium nach einer festgeschriebenen Studienzeit von vier Jahren im Jahr 2006 und forcierte einen Wechsel nach Europa. 
Dort wurden die Verantwortlichen der Moskitos Essen auf den damals 25-jährigen aufmerksam und transferierten ihn in die 2. Bundesliga. Beuker erreichte mit den Moskitos auf Anhieb das Play-off-Viertelfinale, wo sein Klub allerdings mit 0:4 Spielen gegen denn späteren Meister und Aufsteiger, die Grizzly Adams Wolfsburg, verlor. Am 9. Februar 2007 nahm der Stürmer zudem am jährlich stattfindenden ESBG-Allstar-Game in Ravensburg teil. Dort ging er für das Team United aufs Eis und erzielte dabei ein Tor. Nachdem die Moskitos Essen im Sommer 2008 Insolvenz anmelden mussten und folglich nicht mehr in der 2. Bundesliga antreten durften, verließ Beuker den Verein und unterschrieb zur Spielzeit 2008/09 einen Vertrag bei den Schwenninger Wild Wings. Den SERC verließ er zum Saisonende wieder.

## Erfolge und Auszeichnungen
- 2007 Teilnahme am ESBG-Allstar-Game

## 2. Bundesliga-Statistik
(Stand: Ende der Saison 2008/09)